# Lukas Schulz
Lukas Schulz (* 27. April 1981 in Tczew, Polen) ist ein deutscher Boxer im Cruisergewicht.

## Karriere
Lukas Schulz erlernte das Boxen beim Bahrenfelder SV aus Hamburg. Er wurde von 2003 bis 2008 mehrmals Hamburger, Norddeutscher und Deutscher Vizemeister. 2005 wurde er in die deutsche Nationalmannschaft berufen, musste aber seinem schärfsten Konkurrenten auf nationaler Ebene Alexander Powernow den Vorrang zu den wichtigen internationalen Turnieren geben. Mit dem Gewinn der Deutschen Meisterschaft 2008 im Schwergewicht gelang ihm sein größter Erfolg. Damit war er nach Jürgen Blin im Jahre 1964 der erste Hamburger Boxer, der den Titel wieder in die Hansestadt holte.
Seine Statistik als Amateur: 96 Kämpfe, 70 Siege, 4 Unentschieden
2009 bestritt er seinen ersten Profikampf für Sauerland Event. Im 9. Kampf verlor er gegen Serder Sahin und wechselte zur EC Boxpromotion Hamburg.